# 투르치안스케테플리체구

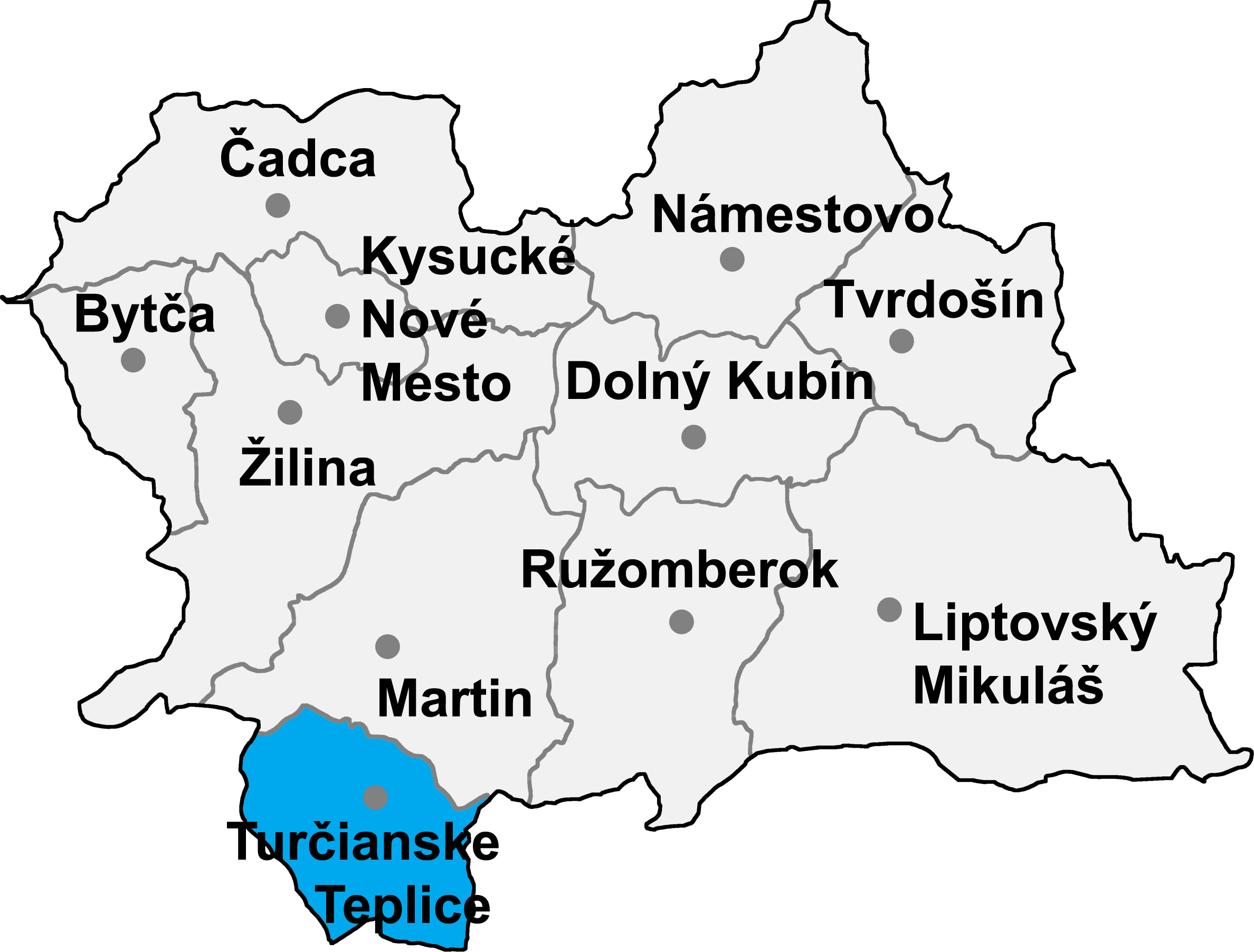
투르치안스케테플리체구의 위치

투르치안스케테플리체구(슬로바키아어: Okres Turčianske Teplice)는 슬로바키아 질리나주를 구성하는 11개 구 가운데 하나로 행정 중심지는 투르치안스케테플리체이며 면적은 392.84km2, 인구는 16,204명(2014년 기준), 인구 밀도는 41.25명/km2이다.
질리나주 남부에 위치하며 26개 지방 자치체(1개 시, 25개 마을)를 관할한다. 북쪽으로는 마르틴구, 동쪽으로는 반스카비스트리차주 반스카비스트리차구, 남쪽으로는 반스카비스트리차주 지아르나트흐로놈구, 서쪽으로는 트렌친주 프리에비자구와 접한다.